# Georg Lechner (Fußballspieler, 1941)
Georg Lechner (* 18. August 1941 in Augsburg) ist ein ehemaliger deutscher Fußballspieler. Von 1964 bis 1966 absolvierte der Offensivspieler bei Eintracht Frankfurt 45 Spiele in der Fußball-Bundesliga und erzielte 16 Tore.

## Werdegang
Georg Lechner spielte seit 1961 in der Fußball-Oberliga Süd für den TSV Schwaben Augsburg. In der Saison 1960/61 war er mit dem TSV Schwaben als Vizemeister – der Lokalrivale BC Augsburg gewann die Meisterschaft – der 2. Liga Süd in die Oberliga aufgestiegen. Am 6. August 1961 debütierte der Neffe von Georg Lechner beim Auswärtsspiel gegen Kickers Offenbach als Mittelstürmer im damaligen WM-System in der Oberliga Süd. Die zwei Derbys gegen den BCA mit Helmut Haller, Herbert Ammer und Walter Rauh entschieden die lila-weißen Schwaben mit 2:0 und 1:0 für sich. Im letzten Jahr des alten erstklassigen Oberligasystems, 1962/63, war Lechner auch beim letzten Spiel am 28. April 1963, beim 2:1-Auswärtserfolg bei Eintracht Frankfurt, aktiv und erzielte wie Linksaußen Erwin Metzger einen Treffer. Für die Schwaben absolvierte er in den zwei Jahren Oberliga alle 60 Ligaspiele und erzielte 28 Tore. Durch die ab 1963/64 neu eingeführte Fußball-Bundesliga trug Schwaben Augsburg ab dieser Saison die Verbandsspiele in der Regionalliga Süd aus. Mit dem vom 1. FC Nürnberg gekommenen Angreifer Kurt Haseneder (33-17) bildete er ein torgefährliches Duo. Am dritten Spieltag, den 18. August 1963, besiegte der TSV Schwaben mit 7:2 Toren den späteren Meister KSV Hessen Kassel. Haseneder mit drei und Lechner mit zwei Toren waren die herausragenden Stürmer dieser Begegnung. Am zehnten Spieltag, den 13. Oktober, glückte auf dem Bieberer Berg gegen Kickers Offenbach ein 3:1-Erfolg. Lechner hatte es dabei mit Mittelläufer Hermann Nuber zu tun und Sigfried Held prüfte die Schwaben-Defensive. Auch das Rückrundenspiel konnte gegen Kassel mit 5:3 Toren vor 30.000 Zuschauern im Auestadion gewonnen werden. Die zwei weiteren Spitzenspiele in der Rückrunde gegen Offenbach und Bayern München endeten jeweils 2:2-Unentschieden. Lechner absolvierte 35 Spiele und erzielte 18 Tore. Der TSV Schwaben belegte hinter Kassel, Bayern München und Offenbach den vierten Rang. Sein Talent wurde durch die Berufung in die Juniorennationalmannschaft des DFB am 27. November 1963 in Liverpool beim Länderspiel gegen England ausgezeichnet. Mit Klaus Gerwien, Diethelm Ferner, Rudi Brunnenmeier und Gerhard Elfert bildete er bei der 1:4-Niederlage den deutschen Angriff und erzielte auch den Ehrentreffer.
Er wechselte 1964 zum Bundesligisten Eintracht Frankfurt. Neben dem Augsburger kamen noch als weitere Neuzugänge Peter Blusch aus Siegen und der österreichische Angreifer Hans-Georg Tutschek. Erst am zwölften Spieltag, den 21. November 1964, beim 1:0-Heimerfolg gegen Borussia Neunkirchen kam Lechner zum Bundesligadebüt. Eintracht-Trainer Ivica Horvat hatte den Angriff mit Helmut Kraus, Lechner, Erwin Stein Wilhelm Huberts und Lothar Schämer aufgeboten. In der Rückrunde war Lechner in allen Spielen für die Eintracht aktiv. Der Techniker mit Torjägerqualitäten erwischte am 6. März 1965 beim amtierenden Deutschen Meister 1. FC Köln einen Glanztag. Die Eintracht gewann das Auswärtsspiel beim Titelverteidiger mit 4:3 Toren und Lechner avancierte mit drei Toren „zum besten Mann auf dem Platz“. In der zweiten Eintracht-Saison, 1965/66, lernte er die Trainingsvorstellungen des international erfahrenen Elek Schwartz kennen. Auf der Spielerseite kamen mit Jürgen Grabowski, Walter Bechtold, Oskar Lotz, Karl-Heinz Wirth, Peter Kunter und dem Altstar István Sztani gleich mehrere Anwärter auf Stammplätze an den Riederwald. Schwartz versuchte bei der Eintracht das 4:2:4-System einzuführen. Der Start gelang mit einem 2:0-Heimerfolg am 14. August 1965 gegen den Hamburger SV. Mit Lindner bildete Lechner dabei die Mittelfeldachse und erzielte ein Tor. Beim 6:0-Heimerfolg am 11. September 1965 gegen den 1. FC Kaiserslautern zeichnete er sich als dreifacher Torschütze aus. Mit der Eintracht spielte Lechner zwei Jahre im Oberhaus des deutschen Fußballs, wo er auf 45 Bundesligaeinsätze und 16 Tore kam. Sein letztes Bundesligaspiel absolvierte er am 14. Mai 1966 beim 1:0-Heimsieg gegen den Karlsruher SC. Dabei spielte er im Angriff neben Grabowski, Huberts und Wolfgang Solz. In dieser Saison war er auch im Intertoto-Cup gegen IFK Norrköping, PSV Eindhoven und FC La Chaux-de-Fonds zu sechs Einsätzen mit zwei Toren gekommen.
Danach kehrte er wieder zum TSV Schwaben Augsburg zurück, wo er noch in der Regionalliga Süd 48 Spiele bestritt, in denen er 13 Tore schoss. Nach der 1:3-Heimniederlage am 20. Oktober 1968 gegen SC Opel Rüsselsheim beendete er unter Trainer Werner Roth und an der Seite der Mitspieler Wolfgang Böhni, Kurt Haseneder, Heiner Schuhmann und Walter Sohnle seine Laufbahn im bezahlten Fußball. Er schloss sich nach Querelen im Laufe der Runde dem Augsburger Stadtteilverein TSV Göggingen im Amateurlager an. Mit der Saison 1970/71 beim SSV Ulm 1846 beendete er seine Spielerlaufbahn. Insgesamt wird Lechner mit 83 Spielen in der Regionalliga Süd mit 31 Toren geführt. Für die Saison 1970/71 findet er auch als Trainer des FC Augsburg Erwähnung.